# 13e cérémonie des Golden Globes
La 13e cérémonie des Golden Globes a eu lieu le 23 février 1956, récompensant les films diffusés en 1955 et les professionnels s'étant distingués cette année-là.

## Palmarès
Les lauréats sont indiqués ci-dessous en premier de chaque catégorie et en caractères gras.

### Cinéma

#### Meilleur film dramatique
- À l'est d'Éden (East Of Eden)

#### Meilleur film dramatique en extérieurs
La récompense avait déjà été décernée.
- Un jeu risqué (Wichita)

#### Meilleur film musical ou de comédie
- Blanches colombes et vilains messieurs (Guys and Dolls)

#### Meilleur réalisateur
- Joshua Logan – Picnic

#### Meilleur acteur dans un film dramatique
- Ernest Borgnine pour le rôle de Marty Piletti dans Marty

#### Meilleure actrice dans un film dramatique
- Anna Magnani pour le rôle de Serafina Delle Rose dans La Rose tatouée (The Rose Tattoo)

#### Meilleur acteur dans un film musical ou une comédie
- Tom Ewell pour le rôle de Richard Sherman dans Sept Ans de réflexion (The Seven Year Itch)

#### Meilleure actrice dans un film musical ou une comédie
La récompense avait déjà été décernée.
- Jean Simmons pour le rôle de Sarah Brown dans Blanches colombes et vilains messieurs (Guys and Dolls)

#### Meilleur acteur dans un second rôle
- Arthur Kennedy pour le rôle de Bernard 'Barney' Castle dans Le Procès (Trial)

#### Meilleure actrice dans un second rôle
- Marisa Pavan pour le rôle de Rosa Delle Rose dans La Rose tatouée (The Rose Tattoo)

#### Meilleur film en langue étrangère
(ex æquo)
- Kodomo no me •  Japon
- Des enfants, des mères et un général (Kinder, Mütter und ein General) •  Allemagne de l'Ouest
- Dangerous Curved •  Angleterre
- La Parole (Ordet) •  Danemark
- Stella, femme libre (Στέλλα) •  Grèce

#### Golden Globe de la révélation masculine de l'année
La récompense avait déjà été décernée.
(ex æquo)
- Russ Tamblyn pour le rôle de Danny Xavier Smith dans La Fille de l'amiral (Hit The Deck)
- Ray Danton pour le rôle de David Tredman dans Une femme en enfer (I'll Cry Tomorrow)

#### Golden Globe de la révélation féminine de l'année
La récompense avait déjà été décernée.
(ex æquo)
- Anita Ekberg pour le rôle de Wei Ling dans L'Allée sanglante (Blood Alley)
- Victoria Shaw pour le rôle de Chiquita dans Tu seras un homme, mon fils (The Eddy Duchin Story)
- Dana Wynter pour le rôle de Dinah Blackford Higgins dans Le Train du dernier retour (The View from Pompey's Head)

### Télévision

#### Meilleur Show Télévisé
La récompense avait déjà été décernée.
(ex æquo)
- Le Monde Merveilleux de Disney (The Wonderful World of Disney) – Dinah Shore pour la série Davy Crockett
- The American Comedy – Lucille Ball, Desi Arnaz

### Spéciales

#### Cecil B. DeMille Award
- Jack L. Warner

#### Henrietta Award
Récompensant un acteur et une actrice.
La récompense avait déjà été décernée.
- Grace Kelly
- Marlon Brando

#### Golden Globe de la meilleure promotion pour l'entente internationale
La récompense avait déjà été décernée.
- La Colline de l'adieu (Love Is a Many-Splendored Thing) – Henry King

#### Special Achievement Award
La rRécompense avait déjà été décernée.
- James Dean À titre posthume pour le meilleur acteur dramatique[2]

#### Hollywood Citizenship Award
La récompense avait déjà été décernée.
- Esther Williams